# Bourdic
Bourdic är en kommun i departementet Gard i regionen Occitanien i södra Frankrike. Kommunen ligger i kantonen Saint-Chaptes som tillhör arrondissementet Nîmes. År 2022 hade Bourdic 364 invånare.

## Befolkningsutveckling
Antalet invånare i kommunen Bourdic
Referens:INSEE